# Kraków zloty
Kraków zloty var møntenheden i Fristaden Kraków fra 1835 til 1847. 1 zloty = 30 groszy.

## Møntenhedens historie
Fristaden Kraków fik af Wienerkongressen lov til at indføre sin egen møntenhed i 1815, men benyttede sig ikke af denne mulighed før 1835, da russiske myndigheder fik den polske ørn fjernet fra polsk zloty, som var en fælles møntfod for Kongeriget Polen og Fristaden Kraków. Fjernelse af den polske ørn fra polske mønter, som var en del af russiske repressalier efter Novemberopstanden, fik Fristaden Krakóws regering til at protestere imod denne akt ved at indføre sin egen møntfod, med den polske ørn på, som indgår i Krakóws våben. På forsiden af de nye mønter var Fristadens våben og polsk påskrift: "WOLNE MIASTO KRAKOW" (Fristaden Kraków). På bagsiden vises den pågældende mønts pålydende værdi og årstal (1835) omringet af en egekrans.
Man har kun nået at indføre tre sølv mønter af værdi 5 og 10 groszy og 1 zloty, som var præget i Den kejserlige Mønt i Wien. Der var planer om at indføre yderligere to mønter (3 grosze af kobber og 2 zlote af sølv), men efter en opstand i 1846 blev Fristaden indlemmet i Østrig og året efter var Kraków zloty trukket ud af omløbet til fordel for den østrigske gylden. Omvekslingskursen var 1 gylden = 4 zlote og 12 groszy. I dag er Kraków zloty en uhyre sjælden mønt pga et lille antal af mønter som var præget og relativ kort tid hvor de var i omløbet (kun i 12 år). Af denne årsag er mønterne et meget eftersøgt og dyrt samleobjekt blandt møntsamlere.